# قائمة السلالات الحاكمة الإسلامية
قائمة السلالات الحاكمة الإسلامية تتضمن هذه المقالة قائمة بالسلالات الإسلامية المتعاقبة بدءًا من زمن نبي الله ورسوله محمد ﷺ (571م-632م) والفتوحات الإسلامية المبكرة التي نشرت الإسلام خارج شبه الجزيرة العربية ، واستمرت حتى يومنا هذا ، مقسمة بالدرجة الأولى حسب المكان.
يعود تأسيس أول نظام حكم إسلامي على الإطلاق إلى دولة المدينة الإسلامية، التي أسسها النبي محمد في المدينة المنورة عام 622م . بعد وفاته عام 632م ، أسس خلفاؤه المباشرون الخلافة الراشدة ، والتي خلفتها الخلافة الأموية ثم الخلافة العباسية لاحقًا .
في حين انقسام وسقوط الخلافات الأولية تدريجيًا ، ظهرت سلالات إسلامية أخرى ؛ أسست بعض هذه السلالات إمبراطوريات إسلامية بارزة ومهمة ، مثل الدولة العثمانية المتمركزة حول الأناضول ، والدولة الصفوية في بلاد فارس ، وسلطنة مغول الهند في جنوب شرق آسيا .

## الخلافة
- الخلافة الراشدة (632م – 661م) .
- الخلافة الأموية (661م – 750م) أتت بعد فترة الخلافة الراشدة .
  - الخلافة الأموية في الأندلس (756 – 929 – 1031).
  - الخلافة العباسية ( 750-1517)
  - الخلافة العثمانية (1299-1923)
  - الخلافه الفاطميه (909-1043)

## العراق والشام
- الخلافة الأموية (661 – 750 وعاصمتها دمشق)
- الخلافة العباسية (750 – 1258 وعاصمتها بغداد)
- الحمدانيون (930 – 1003 وعاصمتهم حلب)
- الزنكيون (1127 – 1250 وعاصمتهم حلب)
- الأيوبيون (1171 – 1252 وعاصمتهم دمشق حلب)
- العقيليون (966 – 1096)
- المروانيون (983 – 1085)
- النميريون (990 – 1081)
- بنو مزيد (998 – 1163)
- المرداسيون (1024 – 1080)
- الأرتقيون (1101 – 1409)
- البوريون (1104–1154)
- البدليسيون (1182 – 1847)
- البهدينانيون (1339 – 1843)
- البابانيون (1649 – 1851)
- السورانيون (1816 – 1835)
- آل حرفوش (1497 - 1866)
- الشهابيون (1697 – 1842)
- المعنيون
- مماليك العراق (1734 – 1831)
- هاشميو الأردن
- هاشميو العراق

## الجزيرة العربية
- الزياديون 819 - 1019
- بنو يعفر 839 - 997
- بنو الرسي 898 - 1962
- بنو نجاح 1012 - 1158
- بنو صليح 1047 - 1138
- بنو زريع 1083 - 1174
- بنو حاتم 1101 - 1174
- بنو مهدي 1159 - 1174
- الرسوليون 1229 - 1454
- ال سعود 1727-حتى الآن
- الطاهريون 1451 - 1539
- القاسميون 1597 - 1849
- الدولة الأخيضرية 866 م - 1093

## فارس وما وراء النهر
- آل جستان
- آل فريغون
- أحمديليون
- آل باوند
- آل كاكوية
- آل بادوسبان
- آل كرت
- بنو الساج
- بنو سلار
- بنو إلياس
- أتابكة يزد
- بنو أفراسياب

## آسيا الوسطى وشرق آسيا
ما وراء النهر (أوزبكستان، قيرغيزستان، طاجيكستان، تركمانستان، كازاخستان)
- الدولة الأفريغية (305–995)
- إمارة أشروسنة (822–892)
- الدولة القراخانية (840–1212, بلاد ما وراء النهر)
- الدولة السلجوقية (1029–1194, based in مرو الشاهجان،

Eastern Division
- سلالة أنوشتكين (1077–1231)
- السلالة التيمورية (1370–1507)
- خانية جغتاي (Mongol) (1226–1347)
- آل محتاج (950–1030)
- خانية يرقند (1487–1705)
- شيبانيون (1428–1599)
- الدولة السامانية (819–999)
- السلالة الغزنوية (977–1186)
- خانية بخارى (1500–1785)
- خانية القازاق (1456–1847)
- خانية خيوة (1511–1920)
- خانية خوقند (1709–1876)
- خانية الأوزبك  [لغات أخرى]‏ (1428–1471)
- الحشد الأبيض  [لغات أخرى]‏ (منغوليا) (1360–1428)
- إمارة بخارى (1785–1920)
- خانية القبيلة الذهبية (Mongol) (1313–1502)
- حشد بوكي  [لغات أخرى]‏ (1801–1845)
- الصوفيون (1361–1379)

الصين
- الدولة القراخانية (840–1212, based in كاشغر)
- مغولستان  [لغات أخرى]‏ (Mongol) (1347–1462)
  - Western مغولستان  [لغات أخرى]‏ (1462–1690)
  - Eastern Moghulistan / مغولستان  [لغات أخرى]‏ (1462–1680)
- خانات يرقند (1514–1705)
- خانية توربان (1487–1570)
- خانية كاشغر (1865–1877)
- خانية قومول (1696–1930)
- خوجة (1693–1857)
- Dughlats (1466–1514)
- Kingdom of Mangalai (1220–1877)
- تمرد بانثاي (1856–1873)
- جمهورية تركستان الشرقية الأولى (1933–1934)
- جمهورية تركستان الشرقية الثانية (1944–1949)
- جماعة ما (1919-1928) under General ما بوفانغ
- Dunganistan (1934-1937)

## جنوب آسيا
البنغال (بنغلاديش)

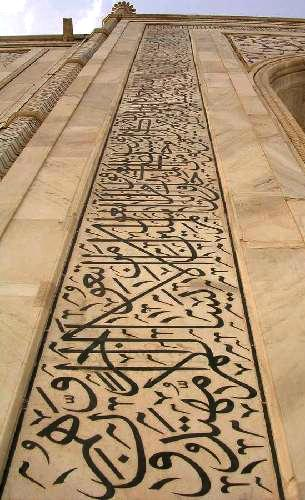
Taj Mahal

- سلالة الخلجي في البنغال (1204-1231)
- سلالة بلبن (1287-1324)
- سلطنة البنغال (1352-1576) under:
  - سلالة إلياس شاهي (1342–1415, 1437-1487)
  - بنو كنس (1418–1437)
  - سلالة الحسيني (1493-1538)
  - سلالة محمد شاهي (1554-1564)
  - سلالة الكراني (1564-1576)
- نواب البنغال (1717-1880)
- مملكة برتابغر (1489-1700)
- بارو بويا (1576-1611)
- إمارة البنغال (1831–1827)
- دولة الفرائضية (1837-1862)

باكستان
- السند (841–1843)
  - الإمارة الحبارية (841–1024)
  - Soomra dynasty (1026–1351)
  - إمبراطورية سما (1351–1524)
  - سلالة أرغون (1520–1591)
  - سلالة ترخان (1554–1591)
  - أسرة كلهورا (1701–1783)
  - سلالة تالبور (1783–1843)
- Emirate of Multan (855-1010)
- Langah Sultanate (1445-1540)
- كشمير (1339–1586)
  - سلالة شاه مير (1339–1561)
  - Chak dynasty (1554-1586)
- غلغت-بلتستان (780–1947)
  - Trakhan dynasty (780–1821)
  - سكردو (1190–1840)
- شيترال
  - شيترال (1320–1570)
  - Katoor dynasty (1570–1947)
- مملكة بهاولبور (1727–1947)
- Gabare Jahangiri Dynasty (1190–1520)
- Qarlughids (1238–1266)
- Pakhal Sarkar (1472–1703)
- Sadozai of ملتان (1738–1818)
- Kheshgi of قصور (1525–1807)
- Langah of ملتان (1445–1526)
- Mirani dynasty of ملتان (1550–1787)
- لودهيون of ملتان (961–1040)
- وزيرستان (2004–2014)
- خيربور (1783–1947)
- Swat (princely state) (1849–present)
- إمارة هنزه (1700–1974)
- Nagar (princely state) (1660–1974)
- Amb (princely state) (1772–1971)
- Phulra (princely state) (1828–1950)
- Dir (princely state) (1626–1969)
- Las Bela (princely state) (1742–1955)
- Kharan (princely state) (1697–1955)
- Makran (princely state) (1898–1955)
- خانات قلات (1666–1955)
- Jandol State (1830–present)
- Punial (1898–1974)
- Yasin Valley (1640–1972)
- Nawab of Kalabagh (1700–1972)
- نواب of Jogezai (1897-present)
- السلالات والإمبراطوريات التي حكمت كامل باكستان
  - غوريون (879–1215)
  - السلالة الغزنوية (977–1186)
  - سلطنة مغول الهند (1526–1857)
  - الدولة الدرانية (1747–1826)
- سلطنة دلهي (1206–1526)
  - مماليك الهند (1206–1290)
  - الدولة الخلجية (1290–1320)
  - الدولة التغلقية (1321–1414)
  - بنو سيد (1414–1451)
  - لودهيون (1451–1526)

الهند
- سلطنة دلهي (1206–1526)
  - مماليك الهند (1206–1290)
  - الدولة الخلجية (1290–1320)
  - الدولة التغلقية (1321–1414)
  - بنو سيد (1414–1451)
  - لودهيون (1451–1526)
- سلطنة البنغال (1352–1576)
- Khandesh Sultanate under Farooqi dynasty (1382–1601)
- سلطنة جونبور (1394–1479)
- سلطنة الكجرات (1407–1573)
- سلطنة مالوا (1392–1562)
- صوريون (1540–1556)
- سلطنة مغول الهند (1526–1857)
- السلطنة البهمنية (1347–1527)
- Madurai Sultanate (1335–1378)
- مملكة ميسور (1749–1799) under حيدر علي، السلطان تيبو
- سلطنات الدكن (1489–1687)
  - سلطنة بيدر (1489–1619)
  - سلطنة أحمد نكر (1490–1637)
  - Berar Sultanate (1490–1572)
  - عادلشاهيون (1490–1686)
  - قطبشاهيون (1518–1687)
- Nagpur Kingdom (1580-1885)
- نواب البنغال ومرشد أباد (1707-1880)
- نواب كرناتيك (1692–1855)
- دولة أوده (1732–1858)
- Balasinor State (1758–1948)
- Banda (state) (1790–1858)
- Nawab of Banganapalle (1665–1947)
- Baoni State (1784–1947)
- Basoda State (1753–1947)
- Bhopal State (1723–1947)
- Dujana (1806–1947)
- فرروخاباد  [لغات أخرى]‏ (1714–1802)
- دولة حيدر آباد (1724–1949)
- Jafarabad State (1650–1948)
- Janjira State (1489–1948)
- Jaora State (1808–1948)
- ولاية جوناغاد (1730–1948)
- Kamadhia (1817–1947)
- Cambay State (1730–1948)
- مملكة أراكال (1545–1819)
- كرنول (1690–1839)
- Kurwai State (1713–1923)
- ولاية لوهارو (1806–1931)
- Malerkotla State (1468–1947)
- Bantva Manavadar (1733–1947)
- Mohammadgarh State (1818–1947)
- Palanpur State (1597–1947)
- Pataudi State (1804–1931)
- Pathari State (1794–1947)
- Radhanpur State (1753–1948)
- راجوري (1194–1846)
- Rampur State (1719–1947)
- Sachin State (1791–1947)
- Sardargarh Bantva (1743–1948)
- Savanur State (1680–1912)
- سورت (1733–1842)
- إمارة تونك (1817–1947)
- Zainabad (1903–1947)
- موات (1372–1527)
- Kharagpur Raj (1503–1840)
- Qaimkhani (1384–1731)
- Lalkhani
- Kingdom of Rohilkhand (1710–1857)
- Nanpara (1632–1947)
- Nawab of Mamdot (1800–1947)
- Bhikampur and Datawali (Aligarh) State (1750–1947)
- Nawab of Farrukhnagar  [لغات أخرى]‏ (1732–1947)
- Nawab of Chhatari (1680–1981)
- Nawab of Sardhana (1842–1947)
- Faujdars of Purnea (1704-1947)
- Nawab of Pahasu  [لغات أخرى]‏ (1825-1969)

أفغانستان
- آل فريغون (800–1010)
- آل كرت (1244–1381, based in هراة)
- الدولة الأفشارية (1736–1796)
- إمارة أفغانستان (1823–1926)
- إمارة أفغانستان
- مملكة أفغانستان (1926–1973)
- إمارة أفغانستان الإسلامية (1996–2001)
- الدولة البركزاية (1826–1973)
- الدولة الهوتاكية (1709–1738)
- الدولة الدرانية (1747–1826)
- Azad Khan (1750–1758)
- شبرغان خانات (1757–1875)
- مدينة سربل خانات (1510–1875)
- ميمنه خانات (1506–1900)
- Khulm خانات (1800–1849)
- قندوز خانات (1508–1888)
- غوريان خانات (1803–1816)
- بدخشان خانات (1657–1773)
- Andkhoy خانات (1730–1880)
- غزنة (1879–1880)
- بيشاور (1747–1823)
- قندهار (1704–1881)
- هراة (1695–1881)
- كابل Kingdom (1747–1901)
- إمارة كنر الإسلامية (1991)
- Islamic Emirate of Badakhshan (1996)
- Islamic Revolutionary State of Afghanistan (1980)

## جنوب شرق آسيا
أندونيسيا، ماليزيا، بروناي
- سلطنة ساموديرا باساي (1267–1521)
- سلطنة ملقا (1400–1511)
- قائمة سلاطين بروناي (1363–present)
- سلطنة آتشيه (1496–1904)
- سلطنة سياك سري إندرابورا (1723–1949)
- Aru Kingdom (1225–1613)
- Sultanate of Langkat (1568–1946)
- Sultanate of Asahan (1630–1946)
- Sultanate of Serdang (1723–1946)
- سلطنة دلي (1632–1946)
- مملكة باجارويونغ (1347–1833)
- سلطان جوهر (1528–present)
- سلطنة قدح (1136–present)
- سلطان كلنتن  [لغات أخرى]‏ (1267–present)
- سلطان فيرق (1528–present)
- سلطان فهغ (1470–present)
- سلطان سلاغور (1743–present)
- سلطان ترغكانو (1725–present)
- جمل الليل (1843–present)
- يامتوان  بيسار  [لغات أخرى]‏ (1773–present)
- Sultanate of Sarawak (1599–1641)
- سلطنة بيما (1620–1958)
- سلطنة ماتارام (1586–1755)
- سلطنة ديماك (1475–1554)
- سلطنة سيربون (1430–1666)
- سلطنة بنتن (1527–1813)
- سلطنة باجانج  [لغات أخرى]‏ (1568–1618)
- سلطنة يوجياكرتا (1755–present)
- سلطنة سوراكارتا (1755–1945)
- Kingdom of Sumedang Larang (1527–1620)
- Kalinyamat Sultanate (1527–1599)
- سلطنة تيرنات (1257–1914)
- سلطنة تيدور (1450–1967)
- Sultanate of Jailolo (1200s–1832)
- Sultanate of Bacan (1322–1965)
- سلطنة بنجر (1526–1860)
- سلطنة بونتياناك (1771–1950)
- Kutai Kartanegara Sultanate  [لغات أخرى]‏ (1600s–1945)
- سلطنة سمباس (1609–1956)
- Sultanate of Sintang (1365–1950)
- سلطنة بولونغان (1731–1964)
- Kingdom of Bolaang Mongondow (1670–1950)
- سلطنة جوا (1300s–1945)
- Kingdom of Tallo (1400–1856)
- سلطنة فاليمبانغ (1659–1823)
- Kingdom of Kaimana (1309–1923)
- سلطنة جمبي (1550–1905)
- سلطنة رياو-لينقا (1824–1911)

الفلبين
- کوتا سلودوڠ  [لغات أخرى]‏ (1258–1571)
- Kingdom of Namayan  [لغات أخرى]‏ (1175–1571)
- Kingdom of Tondo  [لغات أخرى]‏ (1450–1589)
- Dapitan Kingdom (1200–1595)
- جزيرة ماكتان (1500–1540)
- سلطنة ماغويندناو (1515–1905)
- سلطنة سولك (1405–1915, 1962–1986)
- Bon-bon sultanate  [لغات أخرى]‏

Thailand
- مملكة فطاني (1457–1902)
- Sultanate of Singora (1605–1680)

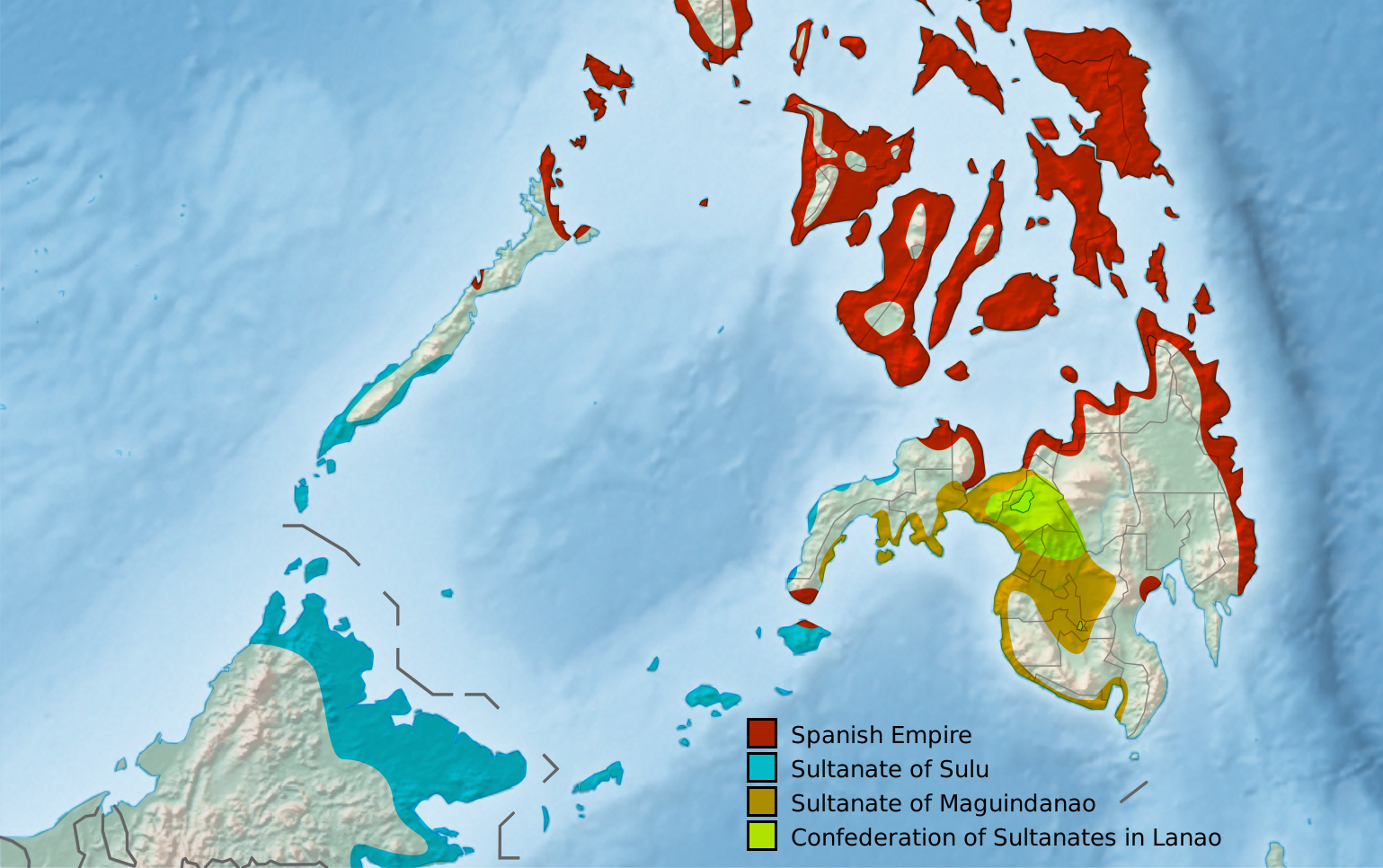
Approximate extent of the Muslim Sultanates in the الفلبين

- Kingdom of Setul Mambang Segara (1808–1916)
- مملكة ريمان (1810–1902)

الهند الصينية
- تشامبا (1485–1832)
- كمبوديا (1642-1658) تحت حكم السلطان إبراهيم

## المصدر
- المستشرق زامباور (1400 هـ / 1980 م). معجم الأنساب والأسرات الحاكمة في التاريخ الإسلامي. بيروت: دار الرائد العربي - أخرجه زكي محمد حسن بك وحسن احمد محمود وآخرون